# Джанлуїджі Саккаро
Джанлуїджі Саккаро (італ. Gianluigi Saccaro, 29 грудня 1938, Мілан, Італія — 17 лютого 2021) — італійський фехтувальник на шпагах, олімпійський чемпіон (1960 рік), срібний (1964 рік) та бронзовий (1968 рік) призер Олімпійських ігор, чемпіон світу.

## Виступи на Олімпіадах
| Олімпіада   | Дисципліна          | Місце     |
| ----------- | ------------------- | --------- |
| Рим 1960    | командна шпага      | 1         |
| Токіо 1964  | індивідуальна шпага | 4         |
| Токіо 1964  | командна шпага      | 2         |
| Мехіко 1968 | індивідуальна шпага | 3         |
| Мехіко 1968 | командна шпага      | 6         |
| Мюнхен 1972 | індивідуальна шпага | 5 p4 r1/5 |
| Мюнхен 1972 | командна шпага      | 3 p2 r1/5 |